# ورزش خردی

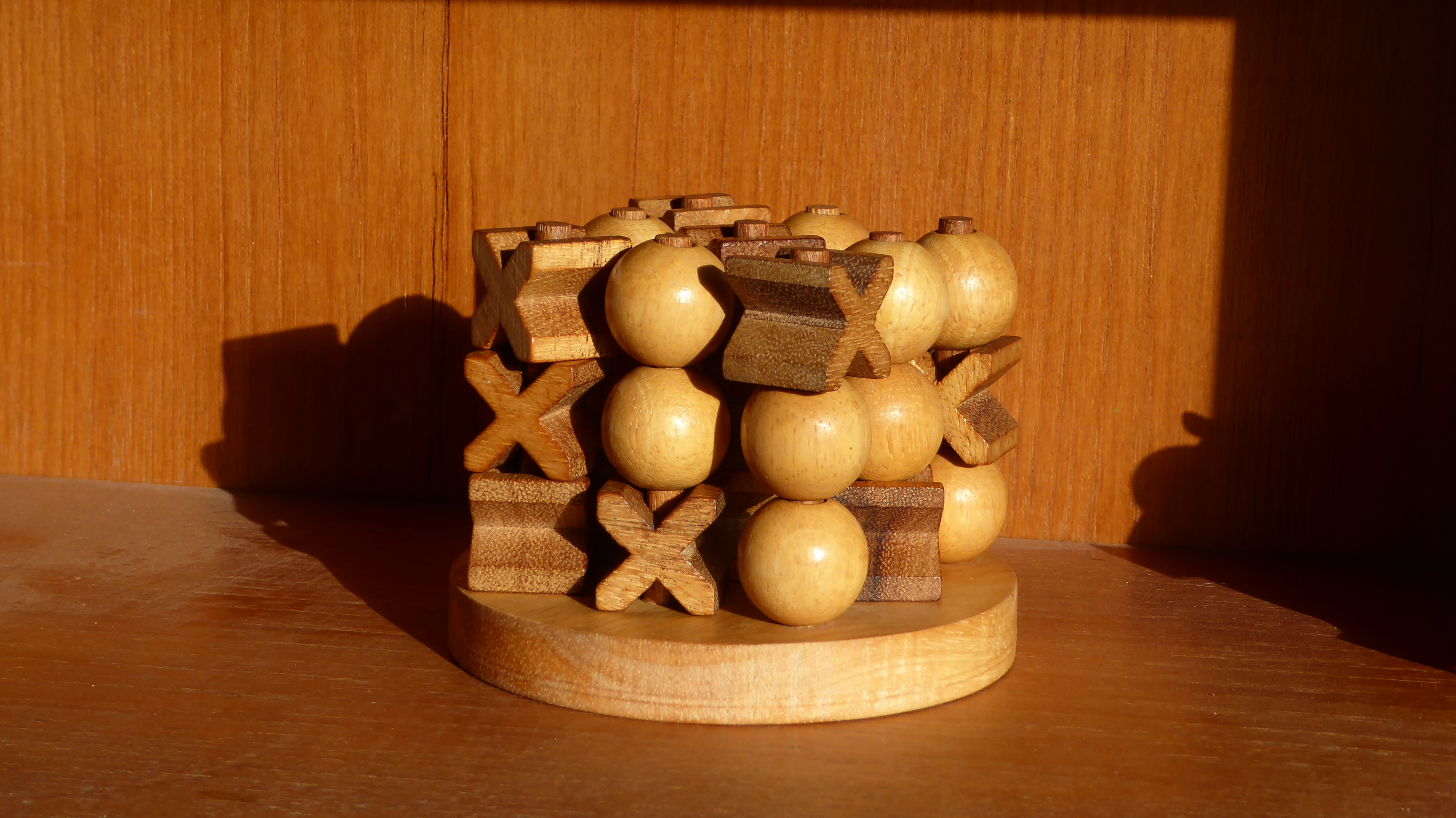
ورزش خردی

ورزش خِردی (ورزش ذهنی یا ورزش فکری یا بازی فکری) گونه‌ای بازی مهارتی است که در آن، رقابت بر پایهٔ گونهٔ خاصی از توانایی خردی و در برابر ورزش بدنی است.

## ریشه‌شناسی
نخستین کاربرد عمدهٔ این اصطلاح، در نتیجهٔ المپیاد ورزش‌های خردی در سال ۱۹۹۷ بوده‌است.